# Moselflesche

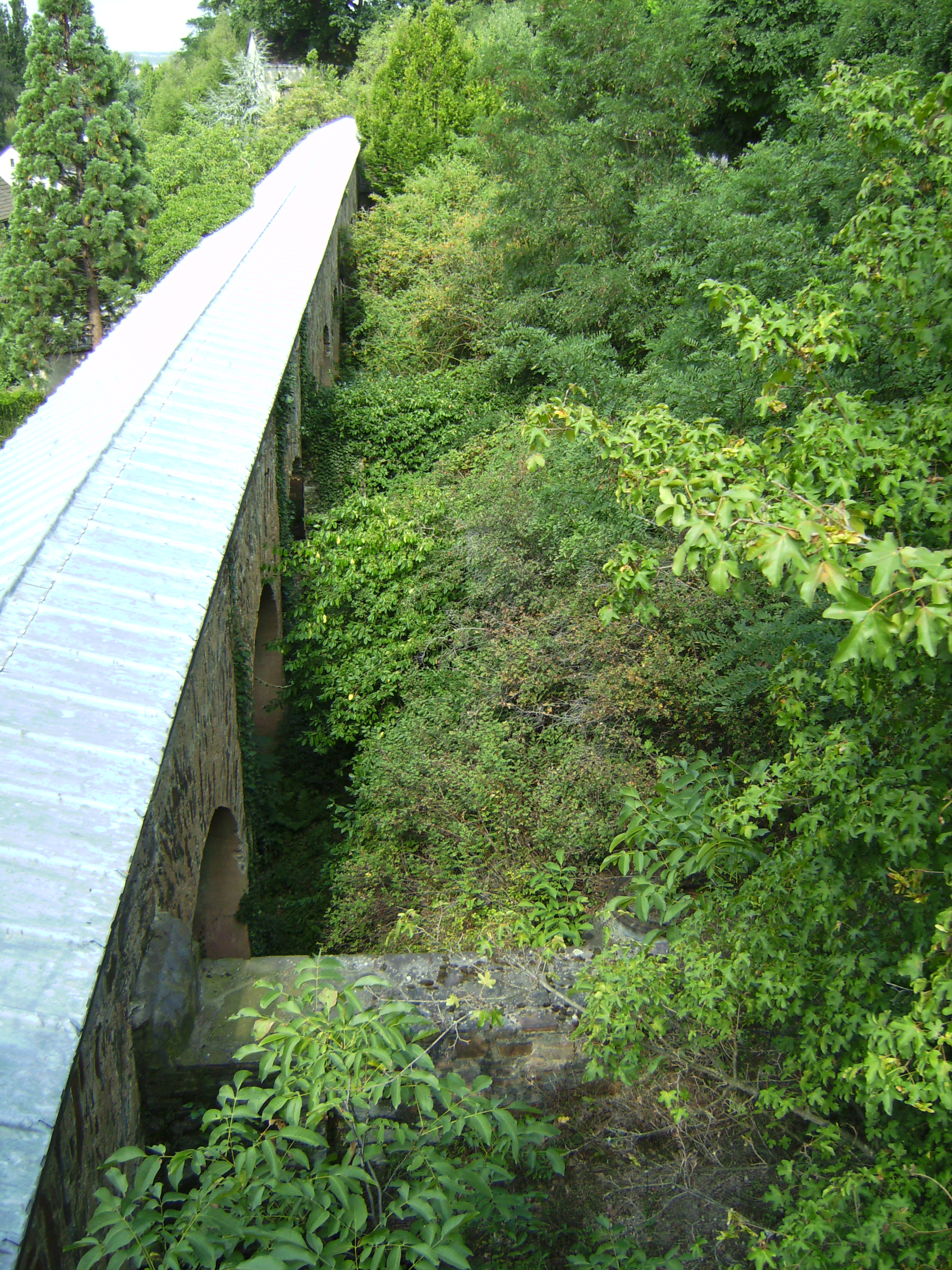
Moselseitige Eskarpenmauer der Moselflesche 2007, im Vordergrund eine Mauertraverse zur Nahverteidigung des Abschnitts

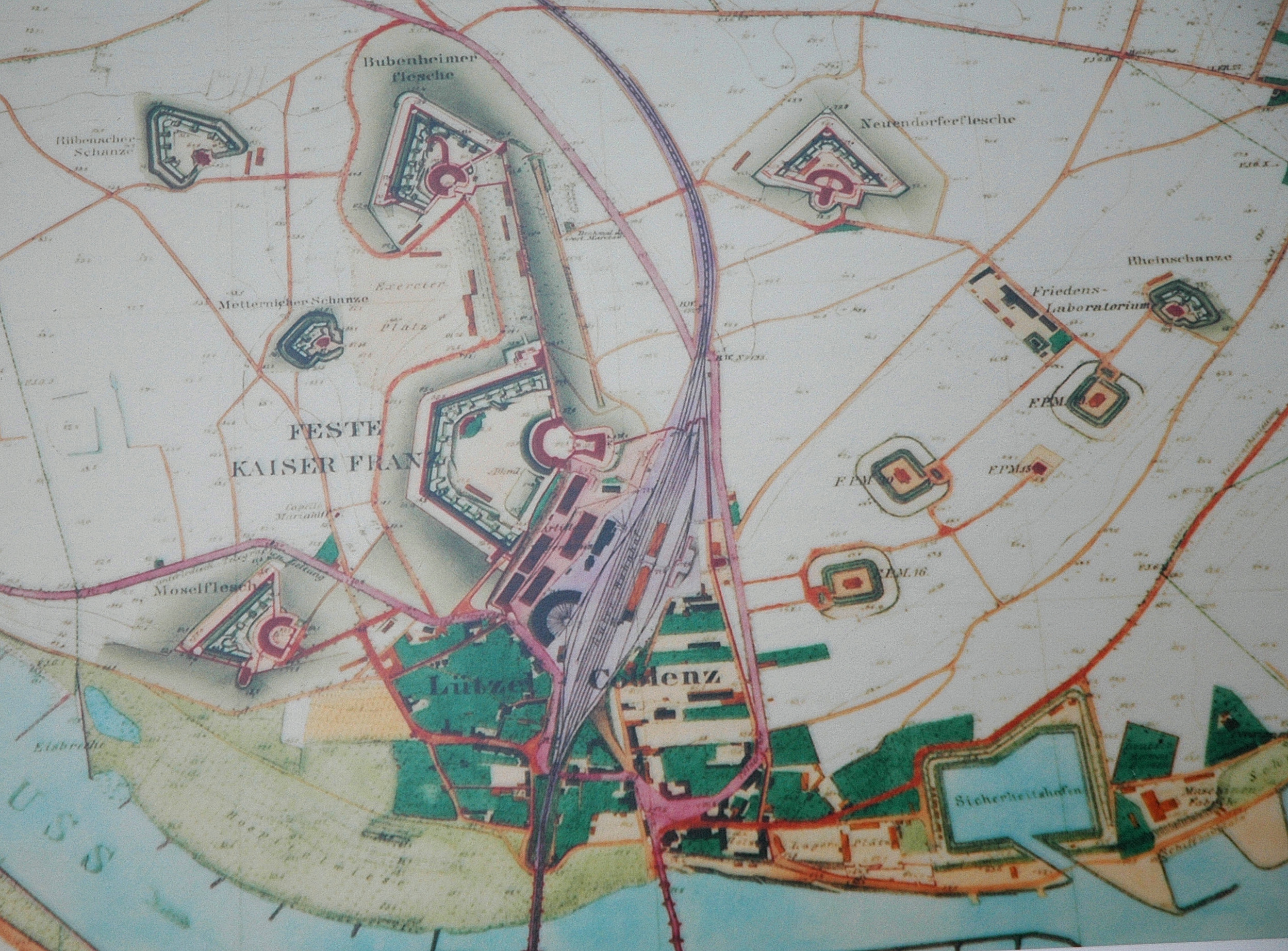
Das System Feste Kaiser Franz in den 1880er Jahren

Die Moselflesche war Teil der preußischen Festung Koblenz und gehörte zum System Feste Kaiser Franz. Von der 1822 im heutigen Koblenzer Stadtteil Lützel fertiggestellten Flesche sind nach Beseitigung der oberirdischen Festungswerke 1903 und der Schleifung 1922 nur noch kleine Reste erhalten geblieben. Sie ist nach dem Fluss Mosel benannt.

## Geschichte
Die Moselflesche wurde in den Jahren 1816/17 bis 1822 an der Südseite des Petersbergs, einer Erhebung auf der linken Moselseite, erbaut. Sie war, wie auch die Bubenheimer Flesche, über einen Hohlgang mit dem Hauptwerk, der Feste Kaiser Franz, verbunden. Die Front der Flesche war nach Westen gerichtet mit einer langen Face im Norden und einer kurzen parallel zur Mosel. Ein Reduit in Form eines Halbkreises lag in der Kehle auf der Ostseite.
Nach der Auflassung 1890 entstand hier die Garnisons-Dampfwaschanstalt sowie das Korps-Bekleidungsamt des VIII. Armeekorps, wofür 1903 der größte Teil der oberirdischen Festungswerke wie das Reduit und der Wall beseitigt wurden.
Auch diese Flesche musste nach dem Ersten Weltkrieg wie auch die anderen Koblenzer Festungswerke in Ausführung der Bestimmungen des Artikels 180 des Versailler Vertrags entfestigt werden. Im Zuge dieser Arbeiten wurde in der Zeit von etwa Ende März oder Anfang April bis Juli 1922 eine Schulterkaponniere samt Blockhaus beseitigt. Das gesamte Gelände mit allen Gebäuden ging schon Ende 1918 in den Besitz der Stadt Koblenz über. Allerdings beanspruchte zunächst die amerikanische, später die französische Besatzung das Gelände (als Caserne Valmy), so dass die Stadt erst nach 1930 darauf zugreifen konnte. Bereits 1936 übernahm jedoch die Wehrmacht den Gebäudekomplex, der nun Langemarck-Kaserne hieß und in dem zunächst das Pionier-Bataillon 34 untergebracht war.
Im Zweiten Weltkrieg brannte die Kaserne nach einem Bombenangriff aus. Die Schäden waren jedoch nicht so gravierend, dass die Gebäude hätten abgebrochen werden müssen. Eine Tragödie ereignete sich am 28. Dezember 1944, als die als Luftschutzraum genutzte Kommunikation zur Feste Kaiser Franz einen Volltreffer erhielt. Dabei fanden über dreißig Personen den Tod. Die Reste dieses Hohlgangs wurden im Zuge der Tieferlegung der B 9 Ende der 1960er Jahre beseitigt.
Nach Kriegsende übernahm wiederum die französische Armee den Komplex als Quartier Général Frère, der nach deren Abzug 1969 zurück an die Stadt Koblenz fiel. Bis 1977 war hier in einigen Gebäuden die Zulassungsstelle der Stadt untergebracht. Seit 1980 beherbergen die Gebäude nun schon die Wehrtechnische Studiensammlung (WTS).
Die letzten sichtbaren Reste der Moselflesche kann man heute an der Grundschule in Lützel bzw. dem Lützeler Kindergarten sehen. Mauerreste sind ebenfalls hinter den Häusern in der Weinbergstraße erkennbar. Hier wurden 1992 Teile der südlichen Face mit Escarpe samt dem dahinterliegenden Rondengang und den rückwärtigen Strebepfeilern restauriert und die Mauerkrone mit einem Zinkblechdach geschützt. Daneben gibt es auf dem Gelände vermutlich noch eine Vielzahl an Hohlgängen, die allerdings nicht besichtigt werden können.
Wegen Einsturzgefahr wurde ein Abschnitt der ehemaligen moselseitigen Abschlussmauer der Moselflesche von Ende 2014 bis zum Frühjahr 2015 saniert, wobei auf die Belange des Denkmalschutzes Rücksicht genommen werden sollte.

## Denkmalschutz
Die Reste der Moselflesche sind ein geschütztes Kulturdenkmal nach dem Denkmalschutzgesetz (DSchG) und in der Denkmalliste des Landes Rheinland-Pfalz eingetragen. Sie liegen in Koblenz-Lützel in der (bei) Mayener Straße 85, Weinbergstraße.
Seit 2002 sind die Reste der Moselflesche Teil des UNESCO-Welterbes Oberes Mittelrheintal.